# جون تشارلز توماس (مغني)
جون تشارلز توماس (بالإنجليزية: John Charles Thomas)‏ هو مغني ومغني أوبرا أمريكي، ولد في 1891، وتوفي في 13 ديسمبر 1960 بسبب سرطان.

## وصلات خارجية
- جون تشارلز توماس على موقع IMDb (الإنجليزية)
- جون تشارلز توماس على موقع ميوزك برينز (الإنجليزية)
- جون تشارلز توماس على موقع قاعدة بيانات برودواي على الإنترنت (الإنجليزية)
- جون تشارلز توماس على موقع أول ميوزيك (الإنجليزية)
- جون تشارلز توماس على موقع ديسكوغز (الإنجليزية)
- جون تشارلز توماس على موقع قاعدة بيانات الفيلم (الإنجليزية)